# Zasada periodyzacji
Zasada periodyzacji – jedna z zasad rachunkowości, która zakłada podział zdarzeń gospodarczych na przedziały czasowe, których dotyczą (oznacza ona ujmowanie działalności jednostek w wyznaczonych jednostkach czasu, np. rok obrotowy czy okres sprawozdawczy).